# Колледжвілл (Пенсільванія)
Колледжвілл (англ. Collegeville) — місто (англ. borough) в США, в окрузі Монтгомері штату Пенсільванія. Населення — 5043 особи (2020).

## Географія
Колледжвілл розташований за координатами 40°11′13″ пн. ш. 75°27′27″ зх. д. / 40.18694° пн. ш. 75.45750° зх. д. (40.186865, -75.457519).  За даними Бюро перепису населення США в 2010 році місто мало площу 4,17 км², з яких 4,07 км² — суходіл та 0,10 км² — водойми.

## Демографія
Згідно з переписом 2010 року, у селищі мешкало 5089 осіб у 1378 домогосподарствах у складі 958 родин. Густота населення становила 1219 осіб/км².  Було 1427 помешкань (342/км²).
Расовий склад населення:
| - 89,4 % — білих - 4,0 % — чорних або афроамериканців - 3,8 % — азіатів - 0,2 % — корінних американців |

До двох чи більше рас належало 1,9 %. Частка іспаномовних становила 2,4 % від усіх жителів.
За віковим діапазоном населення розподілялося таким чином: 18,1 % — особи молодші 18 років, 73,0 % — особи у віці 18—64 років, 8,9 % — особи у віці 65 років та старші. Медіана віку мешканця становила 22,7 року. На 100 осіб жіночої статі у селищі припадало 92,0 чоловіків;  на 100 жінок у віці від 18 років та старших — 91,4 чоловіків також старших 18 років.
Середній дохід на одне домашнє господарство  становив 120 987 доларів США (медіана — 91 875), а середній дохід на одну сім'ю — 138 879 доларів (медіана — 125 536). Медіана доходів становила 82 089 доларів для чоловіків та 67 750 доларів для жінок. За межею бідності перебувало 5,2 % осіб, у тому числі 4,3 % дітей у віці до 18 років та 2,9 % осіб у віці 65 років та старших.
Цивільне працевлаштоване населення становило 2441 особа. Основні галузі зайнятості: освіта, охорона здоров'я та соціальна допомога — 40,1 %, виробництво — 10,5 %, фінанси, страхування та нерухомість — 7,9 %, мистецтво, розваги та відпочинок — 7,0 %.